# Urophonius mondacai
Espèce
Urophonius mondacai est une espèce de scorpions de la famille des Bothriuridae.

## Distribution
Cette espèce est endémique du Chili. Elle se rencontre dans les régions de Valparaíso et de Santiago.

## Description
Le mâle holotype mesure 29,33 mm et la femelle paratype 29,01 mm.

## Étymologie
Cette espèce est nommée en l'honneur de José Mondaca Escudero.

## Publication originale
- Ojanguren-Affilastro, Pizarro-Araya & Prendini, 2011 : New data on Chilean Urophonius Pocock, 1893 (Scorpiones, Bothriuridae), with description of a new species. American Museum Novitates, no 3725, p. 1–44 (texte intégral).